# رادولف سیلدرایرس
رادولف ویلیام سیلدرایرس (به انگلیسی: Rodolphe William Seeldrayers) (زادهٔ ۱۶ دسامبر ۱۸۷۶ – درگذشتهٔ ۷ اکتبر ۱۹۵۵) شهروند بلژیک و چهارمین رئیس فیفا بود.
رادولف سیلدریرس ۲۷ سال معاون ژول ریمه نامدار بود، او در سال ۱۹۵۴ به ریاست فیفا برگزیده شد اما در سال ۱۹۵۵ ناگهان در ساختمان فیفا درگذشت. او دارنده کوتاه‌ترین دوره ریاست بر فیفا است.